# Andrea Camilleri
Andrea Camilleri (Porto Empedocle, 6 de setembre de 1925 - Roma, 17 de juliol de 2019) fou un guionista, director teatral i televisiu, i novel·lista italià.
El 1944 es va inscriure a la Facultat de Lletres, però no va acabar els estudis. Va començar a publicar contes i poesies. Entre 1948 i 1950 va estudiar Direcció a l'Acadèmia d'Art Dramàtic Silvio d'Amico i va començar a treballar com a director i llibretista. En aquests anys, fins a 1945, va publicar contes i poesies, i fou finalista el Premi Saint-Vincent de periodisme. El 1954 va participar amb èxit en un concurs per ser funcionari a la RAI, encara que no va ser seleccionat pel fet de ser comunista declarat. No obstant això, alguns anys més tard entraria a la RAI.
Es va casar amb Rosetta Dello Siesto el 1957, amb la qual va tenir les seves filles, Mariolina, Andreína i Elisabetta.1 El 1958 va començar a ensenyar al Centre Experimental de Cinematografia de Roma. Al llarg de quaranta anys va exercir com a guionista, director de teatre i de sèries per a la televisió. Camilleri es va iniciar amb una sèrie de muntatges d'obres de Luigi Pirandello, Eugène Ionesco, T. S. Eliot i Samuel Beckett per al teatre; i com a productor i coguionista de la sèrie de l'inspector Maigret de Simenon i les aventures del tinent Sheridan per a la televisió italiana, que es van fer molt populars a Itàlia.
Va publicar assajos, cròniques i diverses narracions ambientades en la Sicília de la segona meitat del segle xix. Però, a partir del 1994, amb la creació del comissari Salvo Montalbano (nom triat com a homenatge a l'escriptor barceloní Manuel Vázquez Montalbán) i la seva sèrie de novel·les policíaques, aquest autor es va convertir en un dels escriptors de més èxit al seu país. El personatge va passar a ser gairebé un heroi nacional a Itàlia i ha protagonitzat una sèrie de televisió supervisada pel seu creador.
El 1978 va publicar la seva primera novel·la, El curs de les coses, la primera d'una sèrie de novel·les històriques ambientades a la Sicília del segle xix. El 1980, a Un fil de fum, ja apareix la ciutat imaginària de Vigata, que protagonitzarà més endavant la saga policíaca de Montalbano.
El 1994 Camilleri va publicar La forma de l’aigua, la primera novel·la policíaca protagonitzada per l’inspector Montalbano, un personatge destinat a establir-se en el panorama literari de la novel·la policíaca a Itàlia mentre la sèrie de televisió de Montalbano, interpretada per Luca Zingaretti, convertia Camilleri en un autor de culte que venia milions d'exemplars dels seus llibres. El comissari esdevindrà el seu personatge més conegut, i apareixerà en una trentena de les seves novel·les.
Les obres de Camilleri són conegudes arreu del món i han estat traduïdes a més de vint llengües. Gaudeixen d'un bon predicament entre els lectors dels Països Catalans i han estat àmpliament publicades per Edicions 62 en traducció majoritàriament d'Anna Casassas i de Pau Vidal, el qual amb la seva novel·la Aigua bruta (Premi de Literatura Científica 2006) fa un homenatge a l'autor sicilià en la persona del protagonista, Miquel Camiller, jove lingüista esdevingut detectiu de cop i volta.
Camilleri guanya el IX Premi Pepe Carvalho de novel·la negra, que atorga el festival de novel·la negra de Barcelona, BCNegra.
Va estar compromès políticament en moltes causes a Itàlia i a Europa.
Camilleri ingressà al Partit Comunista Italià el 1944. Va rebutjar sempre participar en llistes electorals ni ocupar càrrecs polítics però mantingué la seva pertinença al PCI. Després ja no s'afiliaria ni al successor PDS ni al PD. Més recentment, manifestaria la seva oposició a governs de dreta, i especialment als de Silvio Berlusconi. Camilleri va participar en la manifestació del No B Day, el 8 de juliol de 2008 a la Piazza Navona, contra les disposicions del govern Berlusconi en matèria de justícia. El 29 de gener de 2009 va decidir entrar en política al concebre el "Partit del Sense Partit" juntament amb Antonio Di Pietro i el filòsof Paolo Flores d'Arcais per participar en les eleccions europees de 2009, però finalmenmt no s'arribà a constituir per manca d'acord. Es va mostrar obertament partidari de les unions civils en més d’una ocasió i es va adherir a una petició pública que recollia gairebé cent mil signatures.
El novembre de 2014 va signar el manifest «Deixin votar els catalans», juntament amb altres personalitats internacionals.
El 17 de juny de 2019, Camilleri ingressa amb aturada cardiorespiratòria a l'hospital Santo Spirito de Roma, on morirà el 17 de juliol sense haver recuperat el coneixement. Actiu fins al final, l'atac el va sorprendre mentre es preparava per participar amb la seva Autodefensa de Caín en un espectacle previst pel 15 de juliol a les antigues Termes de Caracal·la.

## Bibliografia

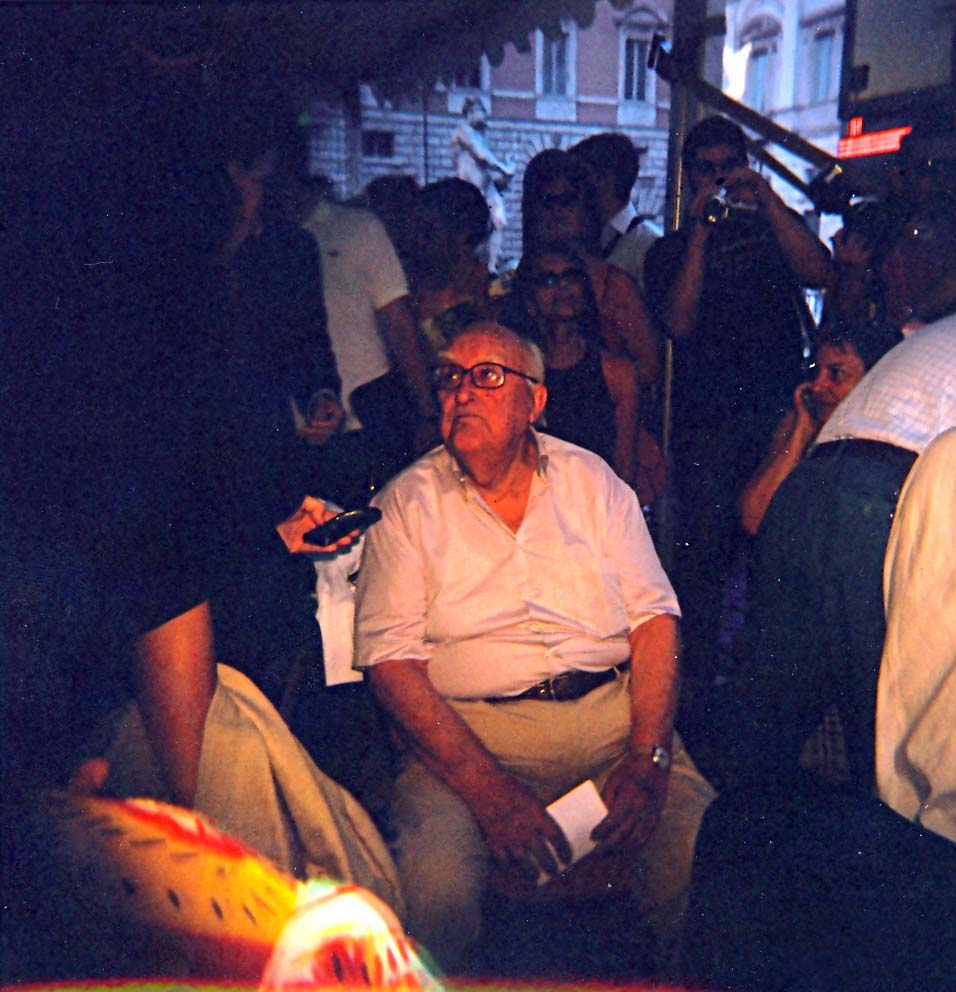
Andrea Camilleri

### Audiollibres
- Camilleri legge Montalbano, Milà 2002 [M]
- Un filo di fumo, llegit per Fiorello, Roma 2006
- Il nipote del Negus, Roma 2010

### Altres
- Andrea Camilleri, amb fotografies d'Italo Insolera, L'occhio e la memoria: Porto Empedocle 1950, Palombi & Partner, Roma 2007 - anècdotes sobre Porto Empedocle, Sicília, el 1950.
- Andrea Camilleri i Francesco De Filippo, Questo mondo un po' sgualcito, Infinito Edizioni, Roma 2010 - llibre entrevista amb Camilleri.

### Premis
- IX Premi Pepe Carvalho de novel·la negra.